# Sleater-Kinneys diskografi
Sleater-Kinney är ett amerikanskt rockband bildat i Olympia i Washington 1994. Deras diskografi består av åtta studioalbum, ett samlingsalbum, 10 singlar samt sex musikvideor.

## Album

### Studioalbum
| Titel                                                  | Albumdetaljer                                                                                   | Högsta placeringar | Högsta placeringar | Högsta placeringar | Sålda ex.                      |
| Titel                                                  | Albumdetaljer                                                                                   | USA                | USA (HS)           | USA (IN)           | Sålda ex.                      |
| ------------------------------------------------------ | ----------------------------------------------------------------------------------------------- | ------------------ | ------------------ | ------------------ | ------------------------------ |
| Sleater-Kinney                                         | - Släppt: 1995 - Skivbolag: Chainsaw (CHSW #12) - Format: CD, LP                                | —                  | —                  | —                  | 25 000 (t.o.m. februari 2015)  |
| Call the Doctor                                        | - Släppt: 25 mars 1996 - Skivbolag: Chainsaw (CHSW #13) - Format: CD, LP                        | —                  | —                  | —                  | 60 000 (t.o.m. februari 2015)  |
| Dig Me Out                                             | - Släppt: 8 april 1997 - Label: Kill Rock Stars (KRS #279) - Formats: CD, LP                    | —                  | —                  | —                  | 130 000 (t.o.m. februari 2015) |
| The Hot Rock                                           | - Släppt: 23 februari 1999 - Skivbolag: Kill Rock Stars (KRS #321) - Format: CD, LP             | 181                | 12                 | —                  | 97 000 (t.o.m. februari 2015)  |
| All Hands on the Bad One                               | - Släppt: 2 maj 2000 - Skivbolag: Kill Rock Stars (KRS #360) - Format: CD, LP                   | 177                | 12                 | —                  | 98 000 (t.o.m. februari 2015)  |
| One Beat                                               | - Släppt: 20 augusti 2002 - Skivbolag: Kill Rock Stars (KRS #387) - Format: CD, LP              | 107                | 2                  | 5                  | 90 000 (t.o.m. februari 2015)  |
| The Woods                                              | - Släppt: 24 maj 2005 - Skivbolag: Sub Pop (SP #670) - Format: CD, LP                           | 80                 | —                  | 2                  | 94 000 (t.o.m. februari 2015)  |
| No Cities to Love                                      | - Släppt: 20 januari 2015 - Skivbolag: Sub Pop (SP #1100) - Format: CD, LP, digital nedladdning | 18                 | —                  | 2                  | 28 000 (t.o.m. februari 2015)  |
| "—" betecknar en utgivning som inte gick in på listan. |                                                                                                 |                    |                    |                    |                                |

### Samlingsalbum
| Titel          | Albumdetaljer                                                              | Sålda ex.                   |
| -------------- | -------------------------------------------------------------------------- | --------------------------- |
| Start Together | - Släppt: 21 oktober 2014 - Skivbolag: Sub Pop (SP #1110) - Format: CD, LP | 3000 (t.o.m. februari 2015) |

## Singlar
| Titel                                                                                       | Albumdetaljer                                                                      | Album                    |
| ------------------------------------------------------------------------------------------- | ---------------------------------------------------------------------------------- | ------------------------ |
| "You Ain't It!"                                                                             | - Släppt: 1994 - Skivbolag: Villa Villakula (VVK #2) - Format: 7"                  | Inget album              |
| "Big Big Lights" in Free to Fight Seven Inch Series #1 (Splitsingel med Cypher in the Snow) | - Släppt: Februari 1998 - Skivbolag: Candy Ass (CAR #28) - Format: 7"              | Inget album              |
| "One More Hour"                                                                             | - Släppt: 8 juni 1998 - Skivbolag: Matador (OLE #321) - Format: CD, 7"             | Dig Me Out               |
| "Little Babies"                                                                             | - Släppt: 24 augusti 1998 - Skivbolag: Matador (OLE #326) - Format: CD, 7"         | Dig Me Out               |
| "Get Up"                                                                                    | - Släppt: 22 januari 1999 - Skivbolag: Kill Rock Stars (KRS #337) - Format: CD, 7" | The Hot Rock             |
| "A Quarter to Three"                                                                        | - Släppt: 8 februari 1999 - Skivbolag: Matador (OLE #351) - Format: CD             | The Hot Rock             |
| "You're No Rock n' Roll Fun"                                                                | - Släppt: 2 maj 2000 - Skivbolag: Kill Rock Stars (KRS #364) - Format: CD, 7"      | All Hands on the Bad One |
| "Entertain"                                                                                 | - Släppt: 10 maj 2005 - Skivbolag: Sub Pop (SP #687) - Format: CD, 7"              | The Woods                |
| "Jumpers"                                                                                   | - Släppt: 12 september 2005 - Skivbolag: Sub Pop (SP #698) - Format: CD, 7"        | The Woods                |
| "Bury Our Friends"                                                                          | - Släppt: 21 oktober 2014 - Skivbolag: Sub Pop - Format: 7"                        | No Cities to Love        |

## Musikvideor
| Titel                        | Videodetaljer                                           | Album                    |
| ---------------------------- | ------------------------------------------------------- | ------------------------ |
| "Get Up"                     | - Släppt: Februari 1999 - Regissör: Miranda July        | The Hot Rock             |
| "You're No Rock n' Roll Fun" | - Släppt: 2 maj 2000 - Regissör: Brett Vapnek           | All Hands on the Bad One |
| "Entertain"                  | - Släppt: 22 juni 2005 - Regissör: Molly and Mariah     | The Woods                |
| "Jumpers"                    | - Släppt: 7 oktober 2005 - Director: Matt McCormick     | The Woods                |
| "Modern Girl" (live)         | - Släppt: 22 augusti 2006 - Regissör: Christoph Green   | The Woods                |
| "Bury Our Friends"           | - Släppt: 20 oktober 2014 - Regissör: Miranda July      | No Cities to Love        |
| "A New Wave"                 | - Släppt: 19 februari 2015 - Regissör: Bernard Derriman | No Cities to Love        |